# Президентские выборы в Исландии (2008)
Президентские выборы в Исландии прошли 28 июня 2008 года, на них должен был быть избран новый президент Исландии.
Однако, из-за отсутствия на выборах кандидатов, соответствующим всем критериям, президентом был переизбран политик Оулавюр Рагнар Гримссон.

## История
После президентских выборов в Исландии 2004 года президент Оулавюр Рагнар Гримссон был избран на свой третий срок, и к июню 2008 года должны были состояться новые выборы президента в Исландии.
Поздравляя народ Исландии, в своём новогоднем обращении Оулавюр Рагнар Гримссон заявил, что он желает участвовать в новых выборах 2008 года в качестве кандидата в президенты.
Также о своём участии на выборах решил заявить лидер демократического движения (исл. Lýðræðishreyfingin) Аусттоур Магнуссон Виюм, который ранее баллотировался на пост президента Исландии в 1996 и 2004 годах, однако безуспешно.
В январе 2008 года Аусттоур Виюм созвал пресс-конференцию, на которой пообещал оплатить расходы на президентские выборы и предвыборную программу из своего кармана, если он всё же будет участвовать на выборах. Тем не менее, Аусттоур Магнуссон Виюм в апреле 2008 года заявил, что он не будет участвовать в новых выборах президента.

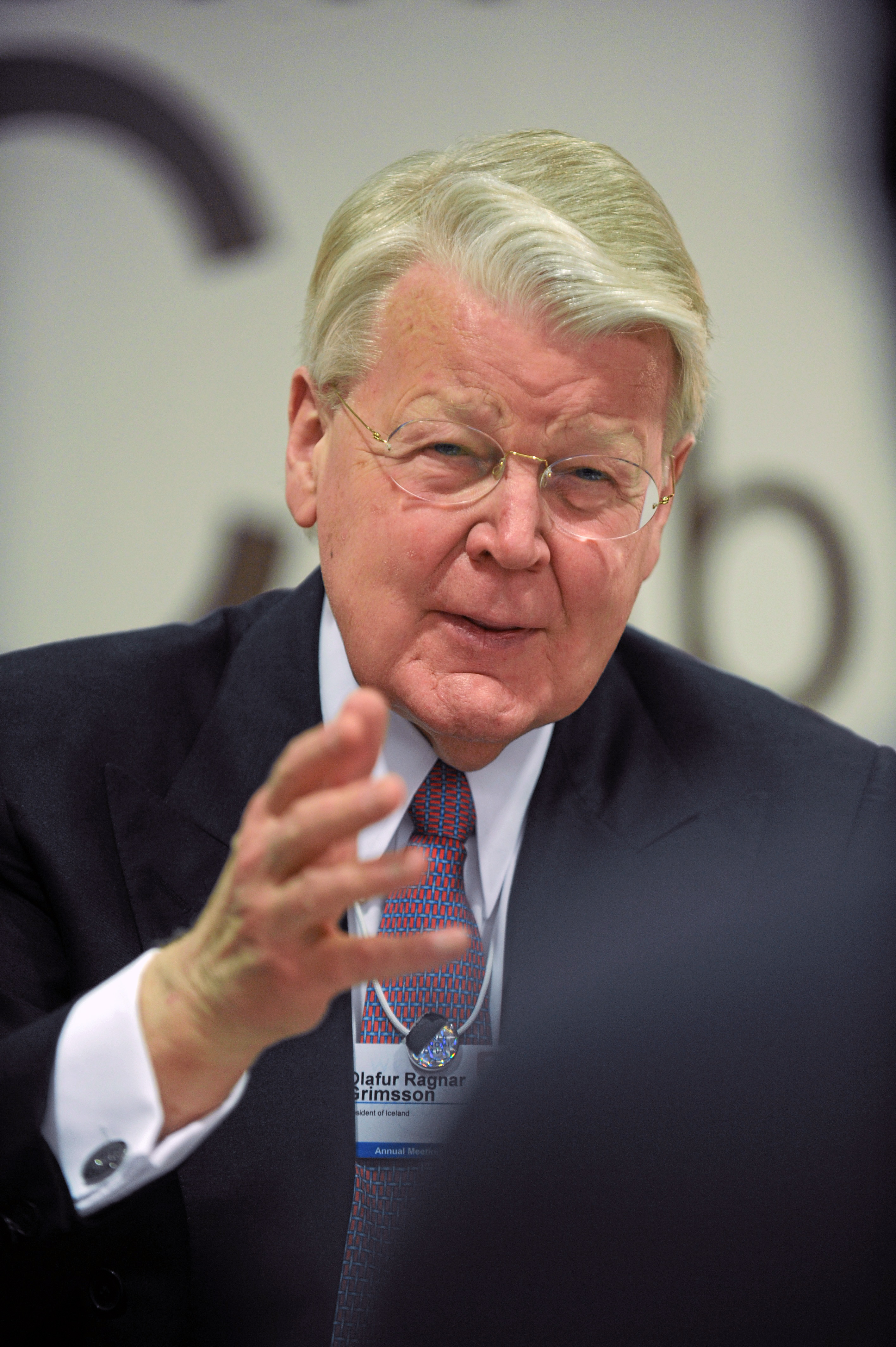
Оулавюр Рагнар Гримссон

Таким образом, 28 июня 2008 года, ввиду того, что больше не набралось кандидатов, соответствующих всем требованиям участия в выборах президента, президент Оулавюр Рагнар Гримссон был переизбран на четвёртый срок в качестве президента Исландии 1 августа 2008 года.